# Vossekot
Vossekot is een gehucht in de stad Sint-Niklaas in de provincie Oost-Vlaanderen. Het ligt in een bosrijk gebied in het oosten van de gemeente, tegen de grens met Haasdonk, een deelgemeente van Beveren. Vossekot ligt zo'n vier kilometer ten oosten de stadskern van Sint-Niklaas. Ten noorden ligt Westakkers, net ten westen Sterreke, en een kilometer ten oosten De Bank, in Haasdonk.

## Geschiedenis
Op de Ferrariskaart uit de jaren 1770 is een gehucht Het Vossekot weergegeven, op de plaats die later ook het gehucht Sterreke zou genoemd worden. Het lag aan een bosgebied, aangeduid als Bosmanshoeck Bosch. 
De naam staat niet op de Atlas der Buurtwegen uit 1841, waar enkel de gehuchtnaam Sterreken of Sterhoek zijn weergegeven. De Vandermaelenkaart uit het midden van de 19de eeuw toont het gehucht Sterreken, maar geeft op die plek ook de naam Vosse Kot weer. De plaats lag in het uiterste westen van de gemeente Haasdonk, tegen de grens met Nieuwkerken-Waas en Sint-Niklaas.
In de tweede helft van de 20ste eeuw strekte zich wat lintbebouwing uit langs de weg van Sterreke oostwaarts naar Haasdonk, en duikt de naam Vossekot hier op op onder meer de NGI-kaarten. Bij de fusie van Belgische gemeenten werd in 1976 Haasdonk een deelgemeente van Beveren. Het gebied van Vossekot, werd net als Westakkers en het Haasdonkse deel van Sterreke bij de gemeente Sint-Niklaas gevoegd.

## Bezienswaardigheden
- Het Bosmanshoeckbos
- Ten zuidwesten ligt het provinciaal recreatiedomein De Ster

Deelgemeenten: Belsele · Nieuwkerken-Waas · Sinaai · Sint-Niklaas

Overige plaatsen en wijken: Baenslandwijk · Clementwijk · Dillaertwijk · Driegaaien · Driekoningenwijk · Drielinden · Duizend Appels · Eindeken · Elisabethwijk · Fabiolawijk · Godschalk · Hertjen · Hoogkameren · Kettermuit · Kletterbos · Krekel · Molenwijk · Ossenhoek · Patotterij · Populierenwijk · Priesteragiewijk · Puivelde · Stationswijk · Ster · Tereken · Valk · Vlijminckshoek · Vossekot · Vosselwijk · Watermolenwijk · Westakkers · Wijnveld · Zwaanaarde

Belgische gemeenten · Arrondissement Sint-Niklaas · Oost-Vlaanderen · Vlaanderen